# Lea Johanidesová
Lea Johanidesová, née le 8 décembre 1988 à Ústí nad Orlicí, est une biathlète tchèque.

## Biographie
Elle fait partie de l'équipe nationale depuis 2006, prenant part aux Championnats du monde junior. En 2008, elle s'illustre dans la Coupe d'Europe junior, grimpant sur deux podiums à Langdorf.
Elle fait ses débuts dans la Coupe du monde en janvier 2011 à Ruhpolding. Son meilleur résultat dans la compétition est 42e à Pokljuka en 2014.
Elle obtient une médaille d'argent en relais aux Championnats d'Europe 2013 à Bansko avec Jitka Landová, Eva Puskarčíková et Veronika Zvařičová. 
En février 2017, elle obtient son premier podium personnel dans l'IBU Cup, second niveau mondial, terminant deuxième de la poursuite de Brezno-Osrblie.
Elle prend sa retraite sportive en 2018.

## Palmarès

### Championnats d'Europe
Médaille d'argent du relais en 2013.

### Championnats d'Europe de biathlon d'été junior
- Médaille de bronze du sprint en 2009.

### Championnats du monde de biathlon d'été
- Médaille de bronze en relais mixte en 2012.

### IBU Cup
- 1 podium.